# Olba (Cilicia)
Olba (in greco antico: Ὄλβα?, Ólba) era un'antica città della Cilicia, situata a nord dell'attuale città turca di Silifke e nei pressi di Uzuncaburç. In epoca cristiana è stata anche sede episcopale come diocesi di Olba, mentre attualmente è una sede vescovile titolare.

## Nome
La città è stata nominata in diversi modi da molti testi differenti: Strabone (Geografia, XIV, 5.10) la chiama Olbe (Ὄλβη), Tolomeo (Geografia, V, 8.6) Olbasa (Ὄλβασα), Stefano di Bisanzio nel Περὶ πόλεων (Perì póleon, "Sulle città") Olbia (Ὀλβία), una moneta di Diocesarea Olbos, Ierocle (Synecdemus, 709) Olbe, Basilio di Seleucia (Miraculi Sanctae Theclae, II, 8) e la Notitia Episcopatuum del Patriarcato di Antiochia Olba; il nome primitivo deve essere stato Ourba o Orba, come si trova in Teofane Confessore, mentre gli Acta Sancti Bartholomaei (120) la chiamano Ourbanopolis. In turco moderno le rovine sono conosciute con il nome di Oura.

## Storia
Secondo la mitologia greca, la città di Olba fu fondata da Aiace, figlio di Teucro, arciere durante la guerra di Troia. La città divenne un importante centro grazie al grande tempio di Zeus (situato a 4 km a ovest del centro abitato), i cui sacerdoti arrivarono a governare per un periodo l'intera Cilicia Trachea; successivamente fu governata da vari tiranni e diventò base organizzativa di pirati. Dopo che questi furono sconfitti dai Romani, la città venne nuovamente governata da una famiglia sacerdotale e infine, nel 41 a.C., il suo governo fu affidato da Cleopatra e Marco Antonio ad Aba, figlia di un vecchio tiranno Senofane e imparentata per matrimonio con la famiglia sacerdotale. Il governo di Aba durò molto poco e a lei successero però i suoi discendenti, finché la città non fu conquistata e annessa all'Impero romano.
Al periodo romano risale la fondazione della vicinissima città di Diocesarea nei pressi del tempio di Zeus e la successiva perdita di importanza di Olba; la famiglia sacerdotale perse potere e il tempio passò a essere solamente un luogo di culto limitatamente cittadino. Entrambe le città esistettero fino al VII/VIII secolo come sedi episcopali all'interno della regione dell'Isauria come suffraganee dell'arcidiocesi di Seleucia di Isauria (diocesi di Olba e diocesi di Diocesarea di Isauria).